# Lachnaia puncticollis
Lachnaia puncticollis is een keversoort uit de familie bladkevers (Chrysomelidae). De wetenschappelijke naam van de soort werd in 1840 gepubliceerd door Louis Alexandre Auguste Chevrolat.